# Kamienica przy ulicy Kiełbaśniczej 15 we Wrocławiu
Kamienica przy ulicy Kiełbaśniczej 15 – kamienica o średniowiecznym rodowodzie znajdujące się przy ul. Kiełbaśniczej we Wrocławiu.

## Historia kamienicy
Kamienica została wzniesiona prawdopodobnie w XV wieku i przebudowywana w XVI wieku. Jest czterokondygnacyjnym budynkiem z dwukondygnacyjnym szczytem i z wąską dwuosiowa fasadą. Wewnętrzny rozkład wnętrz połączony jest z kamienicą nr 14.
W latach 70. XX wieku oraz w 2017 roku kamienica została wyremontowana.